# Panca Tunggal (Belitang Jaya)
Panca Tunggal is een bestuurslaag in het regentschap Ogan Komering Ulu van de provincie Zuid-Sumatra, Indonesië. Panca Tunggal telt 2365 inwoners (volkstelling 2010).